# 磨盘乡
磨盘乡，是中华人民共和国四川省凉山彝族自治州西昌市曾经下辖的一个乡。2019年12月，撤销磨盘乡，将其所属行政区域划归佑君镇管辖。

## 行政区划
磨盘乡撤销前下辖以下地区：
磨盘村、大椿村、大坪村、大厂村、巴山村、铁匠村和蘑菇村。